# Ітамарака (мікрорегіон)
Ітамарака (порт. Microrregião de Itamaracá) — мікрорегіон в бразильському штаті Пернамбуку у складі мезорегіону Агломерація Ресіфі. Складається з 4 муніципалітерів. Територія мікрорегіону досить урбанізована та містить численні історичні пам'яткі колоніального періоду.
| Назва             | Населення |
| ----------------- | --------- |
| Арасояба          | 17 484    |
| Ігарассу          | 100 191   |
| Ітапіссума        | 24 406    |
| Ілья-ді-Ітамарака | 18 658    |
| Усього            | 160 739   |